# Brit Milah
Pour les articles homonymes, voir Brit (homonymie).
La brit milah (en alphabet hébreu : בְרִית מִילָה, prononcé [bə'rīt mī'lā] ou [bə'rīs mī'lā] selon la prononciation ashkénaze), littéralement « alliance par la circoncision », est un rite juif qui fait partie des 613 commandements du judaïsme.
Il s'agit d'une excision définitive du prépuce par un péritomiste (mohel), découvrant donc le gland, parfois aussi de tout ou partie du frein du pénis.
Ce rite est traditionnellement pratiqué au huitième jour de vie du nouveau-né mâle juif, ou bien à la suite de la conversion au judaïsme d'un adulte. Cependant, même non circoncis, un homme est considéré comme juif s'il est né d'une mère juive. La brit milah est suivie par un festin de célébration (seoudat mitzva).
Ce rite est controversé à l'heure actuelle car certains estiment qu'il viole le droit à l'intégrité physique du nouveau-né.

## Labrit milahdans la Bible

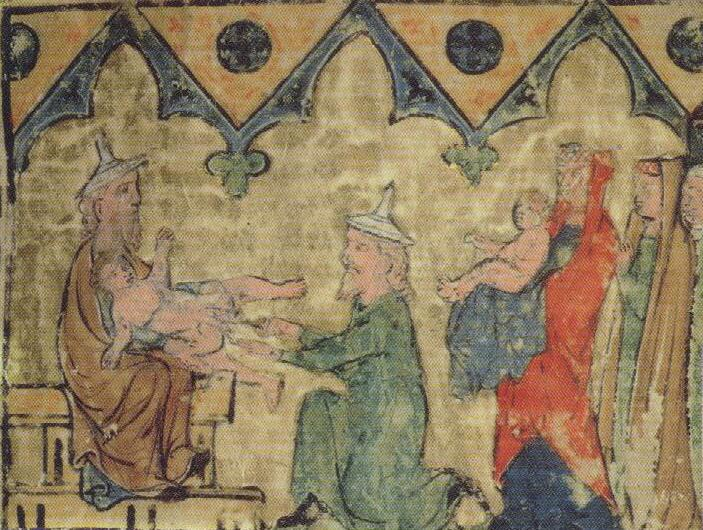
Circoncision d'Isaac, Pentateuque de Ratisbonne (Allemagne), v. 1300

La première référence biblique se trouve dans le récit d'Abraham (Genèse 17, 11) auquel Dieu prescrit de se circoncire (avec Ismaël et toute sa maison) en signe d'Alliance, alors qu'il est âgé de 99 ans. En effet, en hébreu "Brit" signifie "alliance", et "milah" signifie littéralement un "mot" mais également "circoncision".
L'alliance entre Dieu et Abraham se déroula en plusieurs étapes:
1. La première est le changement de nom d'Abraham. La brit milah entraine un changement d'identité chez Abraham et donc de nom[6](Genèse 17, 4-5): «Moi-même, voici mon alliance avec toi : tu seras le père d'une multitude de nations, ton nom ne s'énoncera plus, désormais, Abram : ton nom sera Abraham, car je te fais le père d'une multitude de nations.»
2. Ensuite le contenu de l'alliance: la promesse d'une nombreuse descendance, que sortira d'Abraham des nations et des rois, puis que Dieu établit une alliance éternelle entre lui et Abraham et également avec sa descendance, et enfin le don de la terre de Canaan à Abraham et à sa descendance (Genèse 17, 6-8): «Je te ferai fructifier prodigieusement; je ferai de toi des peuples, et des rois seront tes descendants; cette alliance, établie entre moi et entre toi et ta postérité après toi, je l'érigerai en alliance perpétuelle, étant pour toi un Dieu comme pour ta postérité après toi; et je donnerai à toi et à ta postérité la terre de tes pérégrinations, toute la terre de Canaan, comme possession éternelle; et je serai pour eux un Dieu tutélaire..»
3. S'ensuit le commandement de la circoncision (Genèse 17, 9-14): «Toi et tes descendants, de génération en génération, vous devrez respecter mon alliance. Voici l'obligation que je vous impose et à laquelle vous vous soumettrez, toi et tes descendants : Quiconque est parmi vous de sexe masculin devra être circoncis. Votre circoncision sera le signe de l'alliance établie entre vous et moi. De génération en génération, tous vos garçons seront circoncis quand ils auront huit jours. De même pour les esclaves nés chez toi ou pour les esclaves étrangers que tu as achetés et qui ne sont donc pas membres de ton clan. Ainsi l'esclave né chez toi et celui que tu auras acheté seront circoncis, afin que mon alliance soit inscrite dans votre chair comme une alliance perpétuelle. Quant à l'homme non circoncis, il sera exclu du peuple pour n'avoir pas respecté les obligations de mon alliance ». Son fils Isaac fut le premier circoncis à huit jours, alors que son frère aîné, Ismaël avait déjà atteint l'adolescence lorsqu'il fut circoncis avec Abraham (Genèse XVII, 23-26)[7].
4. Enfin, en conclusion, Dieu précise à Abraham que cette alliance se poursuivra avec Isaac et non avec Ismaël (Genèse 17, 20-21)[8]: «Quant à Ismaël, je t'ai exaucé: oui, je l'ai béni; je le ferai fructifier et multiplier à l'infini; il engendra douze princes, et je le ferai devenir une grande nation; concernant mon alliance, je l'établirai avec Isaac, que Sarah t'enfantera à pareille époque, l’année prochaine.» D'autres sources de la brit milah dans la bible et le talmud:

- Dans le Lévitique, il est rappelé qu'après l'accouchement d'une femme, « Le huitième jour, on circoncit l'enfant ».
- Dans le Talmud de Babylone (Yebamoth 64b), il est précisé que l'enfant est exempté de circoncision si 2 ou 3 de ses frères ou 2 ou 3 de ses cousins (nés de sœurs différentes) sont morts de leur circoncision[9],[10].

## Déroulement de labrit milah
La circoncision est un rituel obligatoire pour les Juifs. Fidèles à la tradition millénaire de leurs ancêtres, les garçons juifs sont circoncis au huitième jour à partir du jour de la naissance inclus, avant le crépuscule.

La Brit milah peut se passer pendant les jours de fêtes, et le Shabbat qui doit être transgressé pour respecter cette Mitzvah (Commandement) du 8e jour.

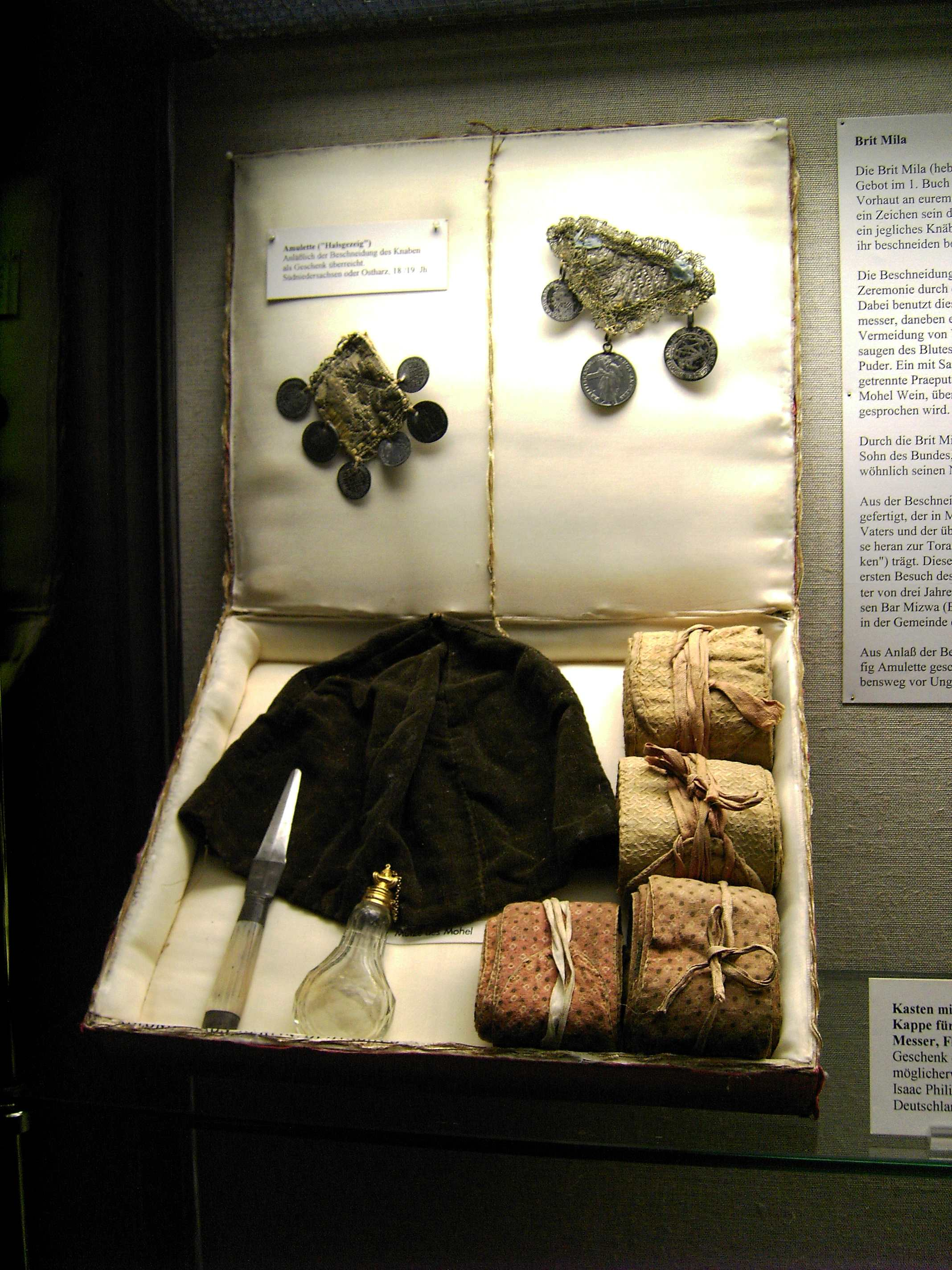
Jeu d'instruments utilisés pour réaliser la brit milah, exposé dans le musée de la ville de Göttingen.

D'un point de vue médical, il a été découvert qu'il faut justement sept jours en moyenne pour que les saignements du nouveau-né liés à la carence en vitamine K (nécessaire à la coagulation du sang) cessent,.
En cas de suspicion médicale (poids faible, maladie, ictère ou autre), la brit milah peut être repoussée jusqu'à une date ultérieure. « Les sources juives classiques sont conscientes de certains risques et précisent qu’en cas de mort d’un enfant aîné, le petit frère ne doit pas être circoncis ». De nos jours, des tests de coagulation de sang sont pratiqués systématiquement les jours précédents la circoncision pour éviter tout risque lié à l'hémophilie.
C'est au père qu'il incombe de circoncire son fils. Le temps qui lui est imparti lors du huitième est du matin jusqu'au coucher du soleil, on ne pratiquera pas la Brit milah la nuit,. Toutefois, il peut déléguer l'exécution de la circoncision à un mohel, soit un circonciseur rituel, qui n’est pas forcément rabbin ni médecin (bien qu'il puisse l'être) mais doit au minimum être un Juif pieux formé pour cela.

L'enfant repose sur les genoux du sandaq (du grec syndic) qui aide le mohel en exposant la zone opératoire en maintenant les membres inférieurs de l'enfant. Le sandaq est préférentiellement le grand-père paternel, puis le grand-père maternel puis tout autre personne respectable, de préférence une personne sage (Talmid Hakham). 

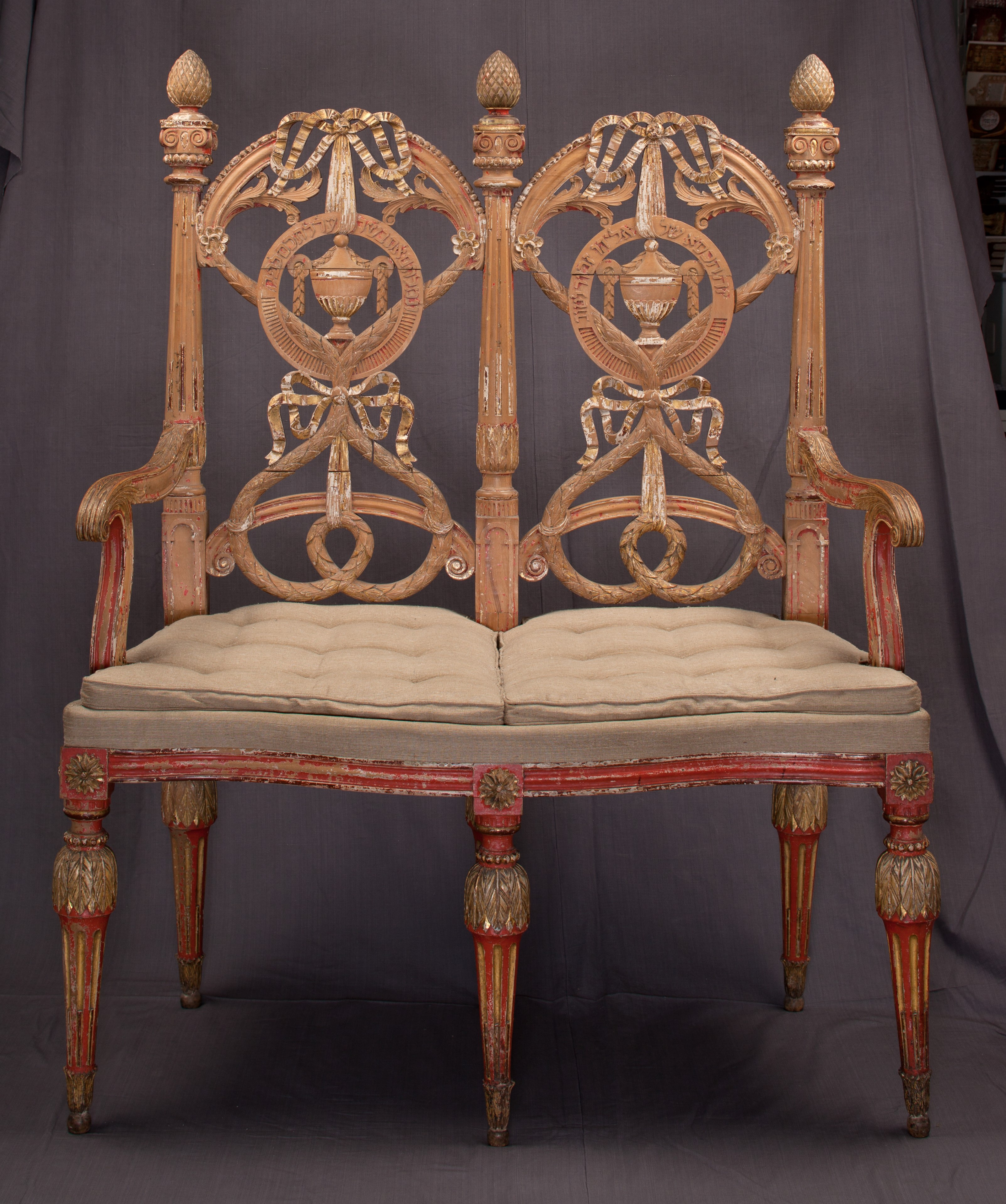
Banc de circoncision, XVIIIe siècle. Musée juif de Suisse.

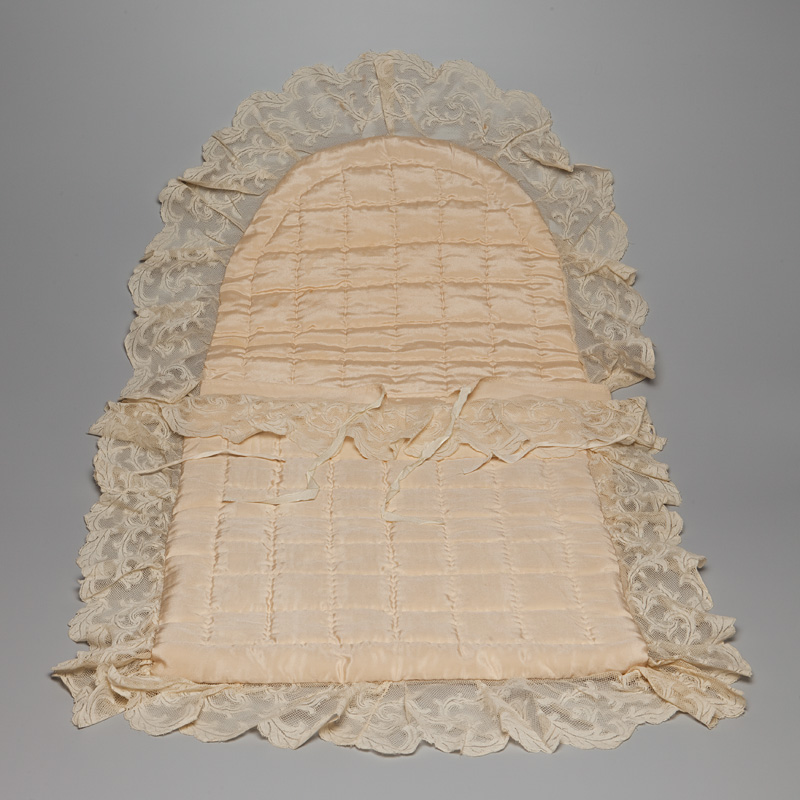
Coussin de circoncision, musée juif de Suisse.

Lors des circoncisions cérémonielles dans la synagogue, on utilise souvent un banc ou siège de circoncision. Certains bancs ont deux sièges ; le sandaq est assis à gauche avec le bébé, pendant que le siège de droite reste vide pour le prophète Elie.
Chaque mohel a sa technique selon sa formation initiale et son expérience. Toute milah doit être pratiquée ou supervisée par un mohel expérimenté qui connaît la Halakha et maîtrise toutes les phases de la milah et de ses complications éventuelles.
Les grands principes sont : 
- la Milah proprement dite : section du prépuce tout en protégeant le gland ;
- la Perya ou déchirure : ablation de la muqueuse interne du prépuce accolé au gland ;
- la metsitsa[20] ou succion post Perya ; dans la pratique ultra-orthodoxe, le mohel suce le sang en appliquant sa bouche sur le pénis du bébé afin de « nettoyer » la plaie[21],[22].
- la Havisha ou pansement antihémorragique qui suit une hémostase parfaite ;
- la Bakara Rishona ou visite de contrôle le soir de la Milah ;
- la Bakara Chenia ou retrait final du pansement, de 24 heures à 72 heures après selon la décision du mohel.

Si une hémorragie même légère persiste 15 minutes après le pansement, il faut sans délai consulter un médecin.
Après l'opération, il est procédé à une bénédiction durant laquelle l’enfant reçoit son prénom hébraïque, en lui souhaitant de grandir en juif et de transmettre un jour à son tour, sa foi. Ainsi, le juif est engagé dans l'Alliance, mais aussi sa descendance dans les générations futures.
Ensuite, l’enfant est rendu à sa mère.

## Justifications traditionnelles de labrit milah
Le rite obligatoire de la Brit Milah est si important dans le judaïsme que le Talmud (TB Nedarim 31b) affirme même que ce Commandement vaut tous les autres.

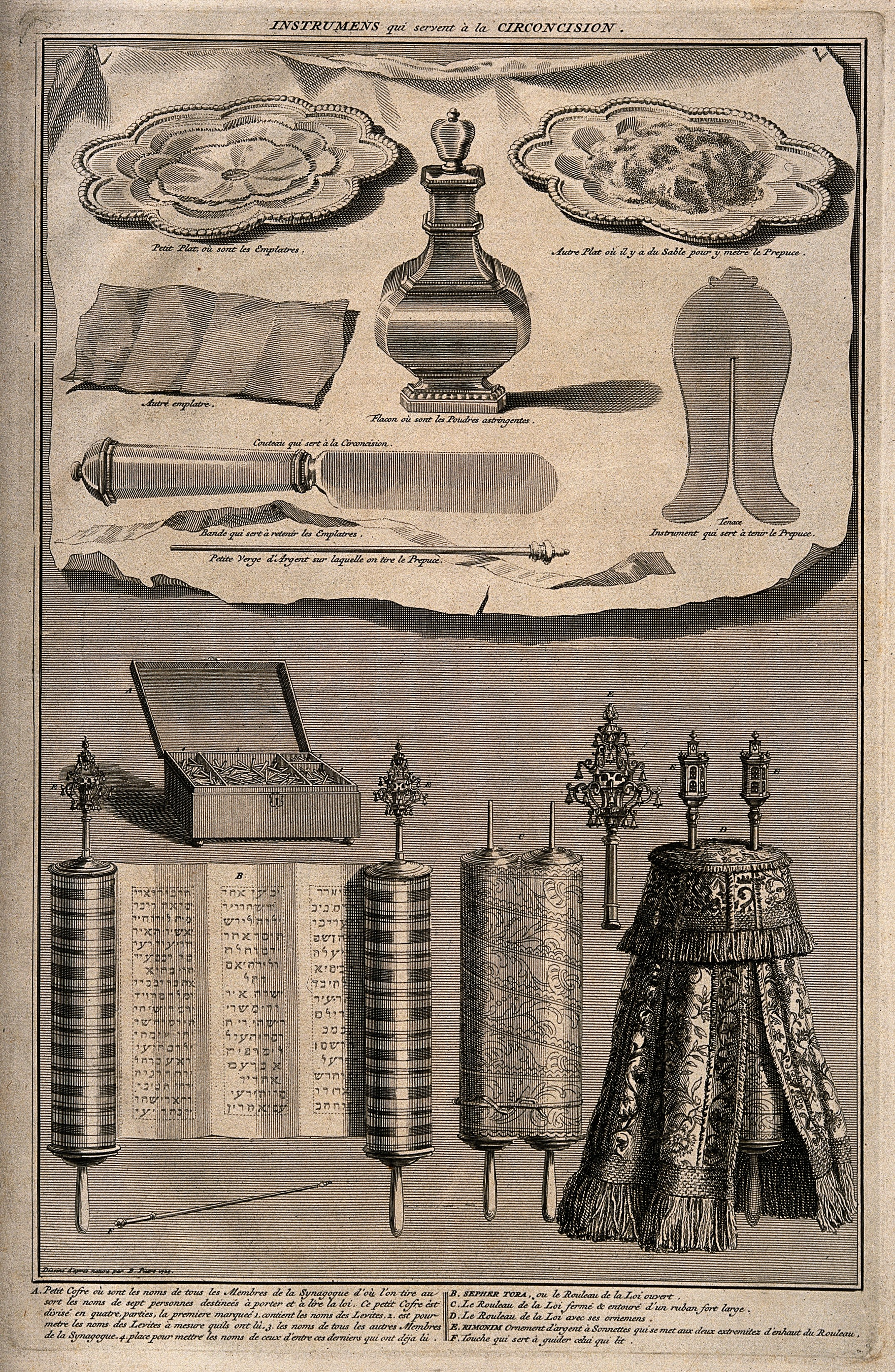
« Instruments de circoncision et objets sacrés » (gravure B. Picart,)

De nombreux rabbins ont traité dans leurs ouvrages des raisons et des fondements spirituels de cette mitsva (commandement):
- Rabbi Akiva, sage de la michna, explique que l'acte de la Brit Mila participe au parachèvement de l'homme[24]. En effet, lors de la création de l'homme et de la femme, Dieu dit:" Créons l'homme à notre image"[25] , les commentateurs bibliques s'interrogent sur la forme pluriel du verbe "créer" utilisé dans ce verset, a priori Dieu est le seul créateur; Na'hmanide explique que cela signifie que Dieu donna le mérite à l'être humain de participer au parachèvement de sa propre création[26]. Selon le judaïsme il existe différentes voies pour compléter la création, l'une d'elles sera, selon Rabbi Akiva, la Brit Mila. C'est une des raisons pour laquelle il n'existe pas d'équivalent de la Brit Mila pour les femmes, elles sont même selon le Talmud, considéré comme déjà circoncises[27], cela vient exprimer un degré de perfection plus grand chez les femmes[14].

- Pour le théologien Maïmonide, l’une des plus éminentes autorités rabbiniques du Moyen Âge, l'un des motifs de la circoncision est d'infliger une douleur corporelle à l'organe sexuel, de l'affaiblir et de réduire ainsi la concupiscence et parfois la volupté[28].

La Brit Milah est à mettre en parallèle avec la « circoncision du cœur » évoquée dans le Deutéronome (10:16-17 et 30, 6), chez Ezéchiel (44:7) et Jérémie (4,4…) qui représente la dimension morale et symbolique de l'Alliance.

## Évolution de la pratique
Le Consistoire de Paris a interdit la pratique de la metsitsa en 1843,.
En France, le Consistoire de Paris publie depuis 2014 une liste de mohalim accrédités. En Israël, les mohalim sont certifiés par un comité dépendant du ministère de la Santé, de celui des Affaires religieuses et du grand-rabbinat.

## Controverse

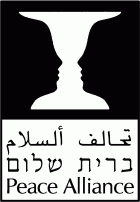
Logo de l'association israélienne pour les droits de l'homme Brit Shalom

Ses détracteurs estiment que la circoncision viole l'intégrité physique de l'enfant,,. Des Juifs libéraux américains ont créé un mouvement qui s’oppose à la circoncision : Jews against circumcision. Il préconise l’abandon de cette pratique et le remplacement de la Brit Milah par une nouvelle cérémonie, la Brit Shalom. En Israël, le mouvement intactiviste luttant contre les circoncisions sans consentement se fait entendre. Cependant l'abandon dans les faits de cette pratique reste marginal: plus de 90% des Juifs circoncisent leurs enfants, même les plus libéraux.
Le rabbin Yeshaya Dalsace considère que « d’un point de vue juif, la circoncision est absolument nécessaire pour la future construction psychique et identitaire de l’enfant juif. De ce point de vue, omettre la circoncision d’un tel enfant serait lui causer un préjudice moral et psychologique sans doute plus grave que tous les inconvénients avancés ». 

## Justification médicale de labrit millah
En Israël, avec un taux de circoncision très élevée, le taux de cancer du pénis est le plus faible au monde.

## Galerie

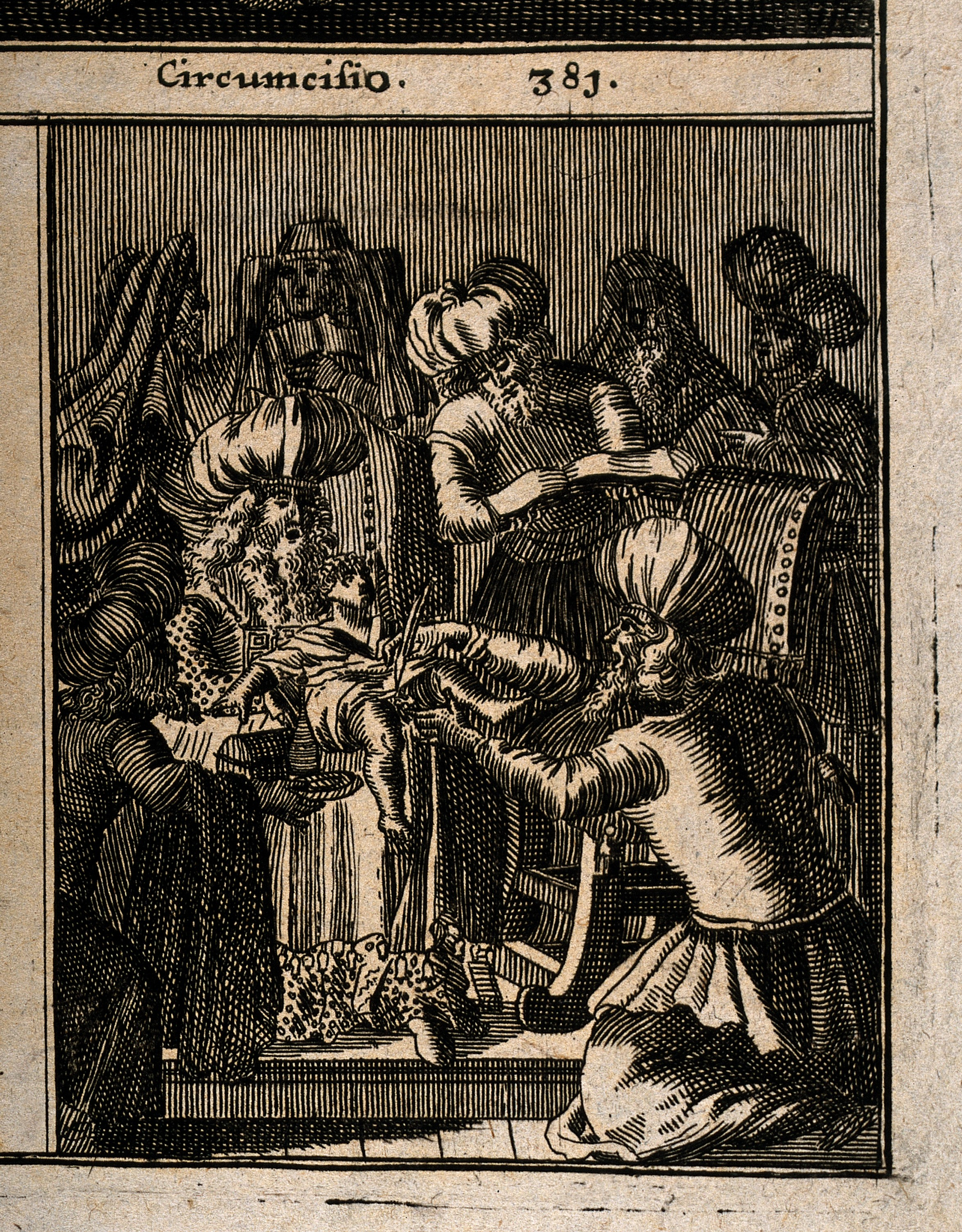
Circoncision par un mohel (1682)
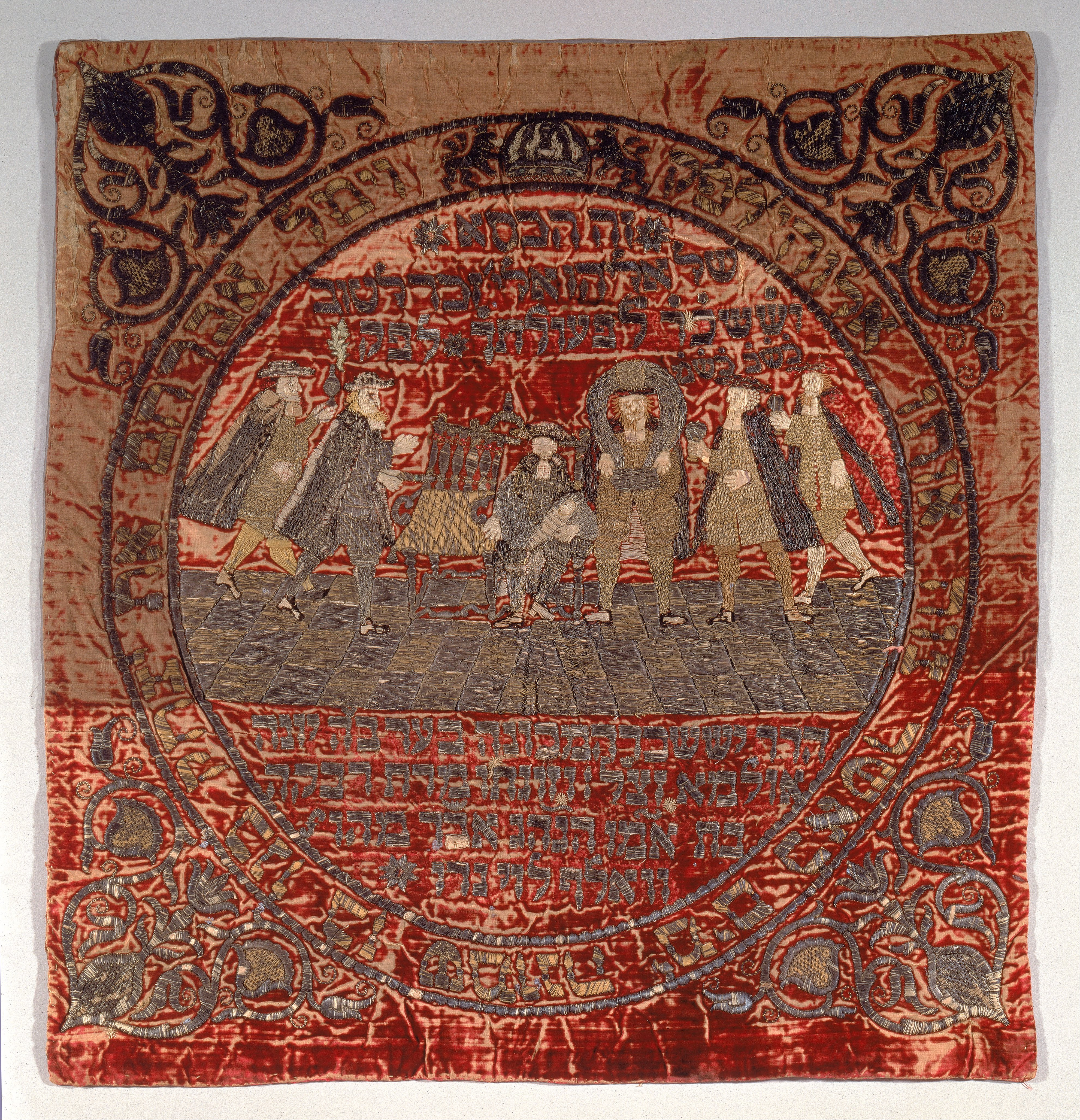
Couverture de circoncision en velours brodé de soie et de fil métallique
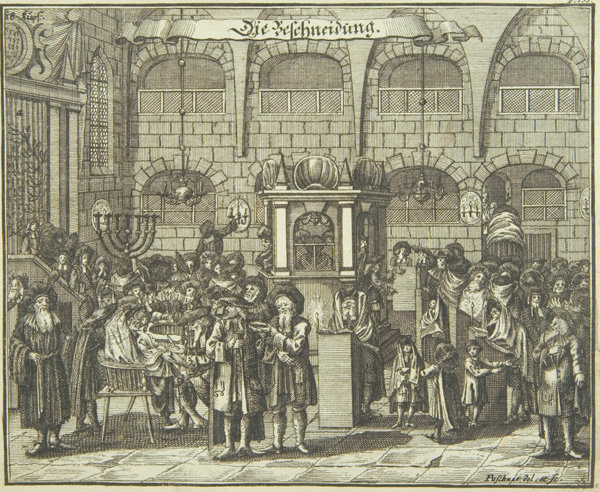
Circoncision en Allemagne (1718-1724)
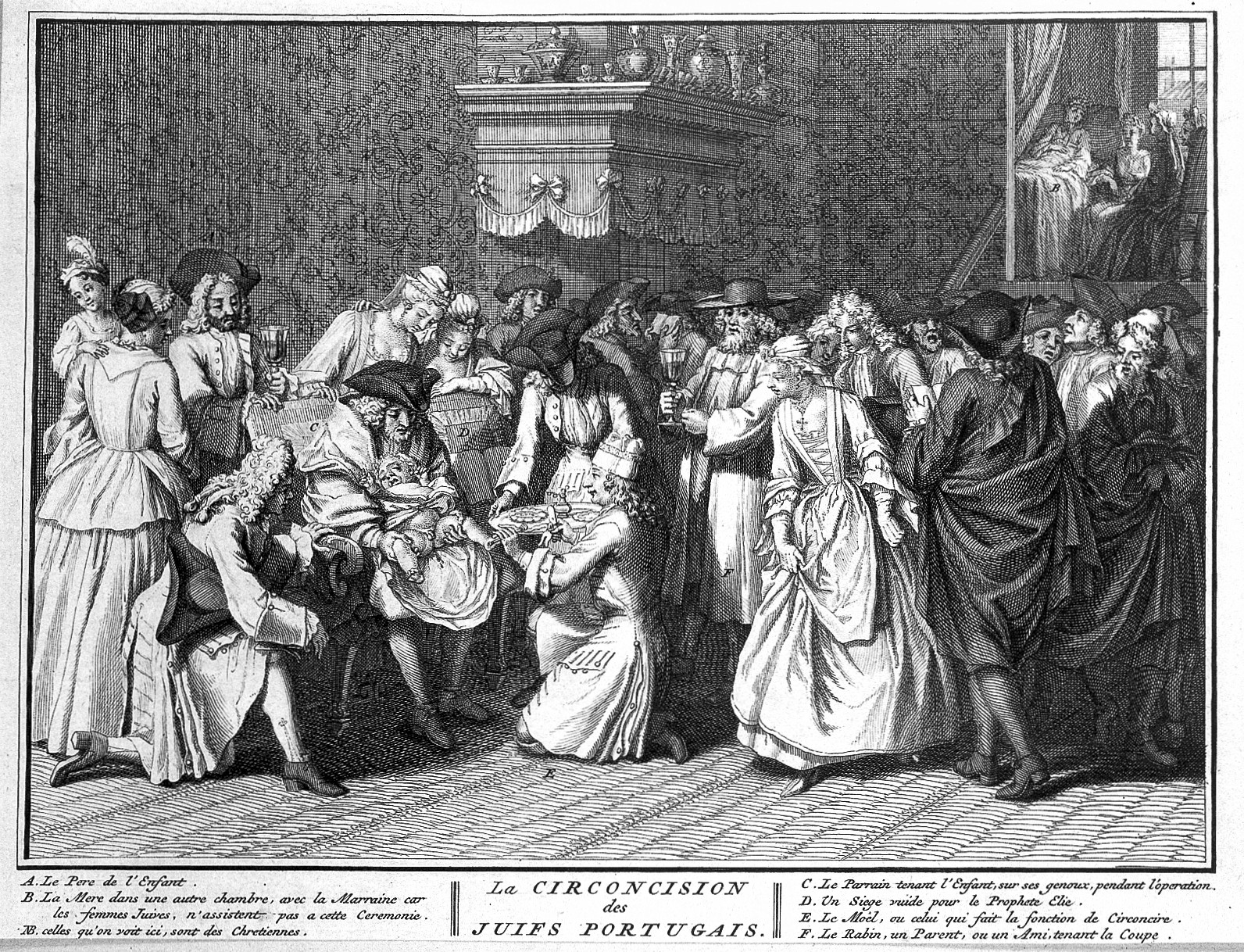
Cérémonie de circoncision juive portugaise (1722)
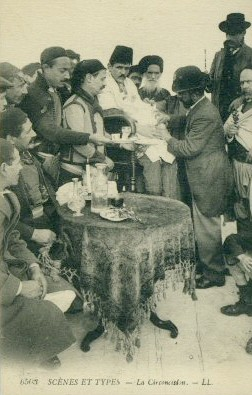
Carte postale représentant une circoncision à Tunis (v. 1910)